# Salvada e Quintos
Salvada e Quintos (llamada oficialmente União das Freguesias de Salvada e Quintos) es una freguesia portuguesa del municipio de Beja, distrito de Beja.

## Historia
Fue creada el 28 de enero de 2013 en aplicación de una resolución de la Asamblea de la República de Portugal promulgada el 16 de enero de 2013 con la unión de las freguesias de Quintos y Salvada, pasando su sede a estar situada en la antigua freguesia de Salvada.

## Demografía
| Gráfica de evolución demográfica de Salvada e Quintos entre 2011 y 2021 |
|                                                                         |
| Datos según el nomenclátor publicado por el INE portugués.              |